# حسین فلاح
حسین فلاح (انگلیسی: Hussein Falah؛ زادهٔ ۱ ژوئیهٔ ۱۹۹۴) یک بازیکن فوتبال اهل عراق است.
از باشگاه‌هایی که در آن بازی کرده‌است می‌توان به نفط الجنوب، دهوک، و تیم ملی فوتبال زیر ۲۳ سال عراق اشاره کرد.
وی همچنین در تیم‌های ملی فوتبال Iraq U-23 تیم ملی فوتبال عراق بازی کرده‌است.